# Alcanivorax borkumensis
 (septembre 2014).
Espèce
Alcanivorax borkumensis est une espèce de bactéries de la famille des Alcanivoraceae et couramment mentionnée comme « mangeuse de pétrole ». Elle pourrait être utilisée pour dissoudre les nappes de pétrole lors des marées noires ou dépolluer les sols,.
La bactérie Alcanivorax borkumensis découverte dans les grandes profondeurs se nourrit d'hydrocarbures et ses enzymes coupent les molécules pour s'en nourrir en produisant de l'eau et du gaz carbonique. Elle fait l'objet de recherches et d'applications contre les sols pollués de résidus pétroliers. Le court-métrage document nature de 2020 Les animaux nettoyeurs, les alliés de la nature de Robin Bicknel présente une séquence à ce sujet qui fut présenté dans la chaîne télévisée ARTE le samedi 31 octobre 2020.

## Systématique
L'espèce Alcanivorax borkumensis a été décrite en 1998 par Michail M. Yakimov (d), Peter N. Golyshin (d), Siegmund Lang (d), Edward R. B. Moore (d), Wolf-Rainer Abraham (d), Heinrich Lünsdorf (d) et Kenneth Nigel Timmis (d).

## Publication originale
- (en) Yakimov MM, Peter N. Golyshin, Lang S, Moore ER, Abraham WR, Lünsdorf H et Timmis KN, « Alcanivorax borkumensis gen. nov., sp. nov., a new, hydrocarbon-degrading and surfactant-producing marine bacterium », International Journal of Systematic Bacteriology, vol. 48, no 2,‎ 1er avril 1998 et 1998, p. 339-348 (ISSN 0020-7713, 1465-2102 et 1070-6259, PMID 9731272, DOI 10.1099/00207713-48-2-339, lire en ligne).